# Delaunay (Mondkrater)
Delaunay ist ein Einschlagkrater auf der Mondvorderseite, östlich des Mare Nubium. Er liegt nordöstlich des Kraters La Caille und südwestlich von Faye.
Der Krater ist sehr stark erodiert und der Rand durch sich überlagernde weitere Einschläge nur schlecht auszumachen.
| Buchstabe | Position          | Durchmesser | Link |
| --------- | ----------------- | ----------- | ---- |
| A         | 22,02° S, 1,96° O | 6 km        |      |

Der Krater wurde 1935 von der IAU nach dem französischen Mathematiker und Astronomen Charles Eugène Delaunay offiziell benannt.